# Nicktoons
Nicktoons é o título dado para qualquer animação produzida originalmente pela Nickelodeon. Desde 1991, continua a fazer-se uma parte substancial da programação da Nickelodeon.
Entre os Nicktoons mais famosos, estão Rugrats, Hey Arnold!, AAAHH!!! Real Monsters, Doug, The Ren and Stimpy Show, Rocko's Modern Life, e The Angry Beavers.

## História (EUA)
A ideia para Nicktoons foi formada em 1989, quando John Kricfalusi apresentou sua série Ren e Stimpy aos executivos da Nickelodeon, que se interessaram pelo produto. Em setembro de 1990, a Jinkins Produção introduz Doug, desenho que já havia feito sucesso como personagem do livro Meu Par de Sapatos Novos.
Assim, os três primeiros nicktoons foram Doug, Rugrats e Ren & Stimpy, que foram ao ar no domingo de 11 de agosto de 1991, a partir das 10h00 no horário local americano. A programação denominada Nicktoons se repetiu todos os domingos naquele mesmo horário. Ainda em 1991, Joe Murray apresenta um episódio piloto a lápis de Rockos In Show,que talvez seria o futuro quarto Nicktoon.
- Em fevereiro de 1993, a Jumbo Pictures fecha um grande contrato com a Nickelodeon e Jinkins Production Company para vender os direitos do desenho Doug, incluindo a produção de uma nova temporada para a série, que foi planejada em 1996. No dia 18 de Setembro, A Vida Moderna de Rocko entra na grade programação como o mais novo Nicktoon daquele ano. Assim, Rocko se torna o quarto nicktoon.[3]

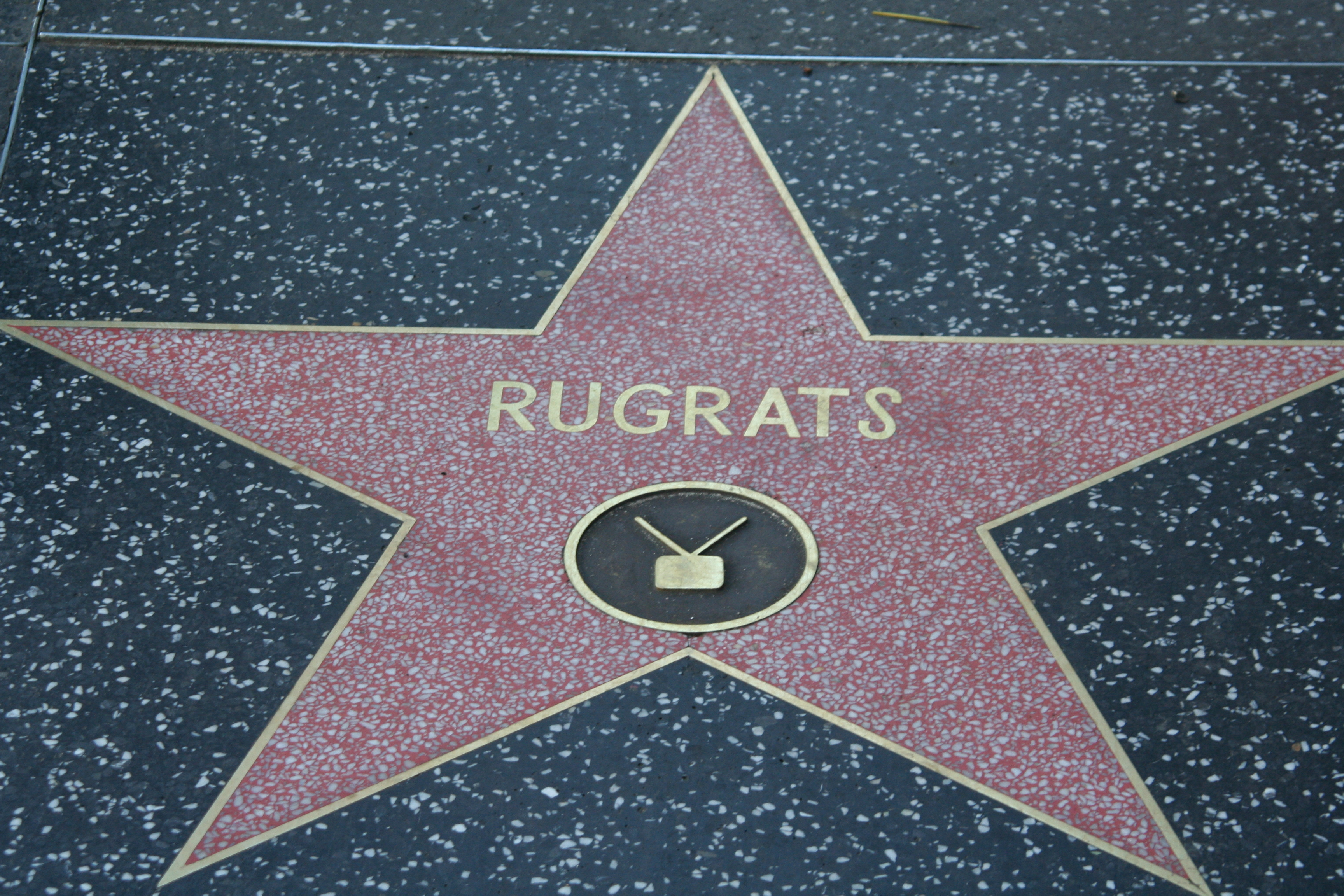
Rugrats são e indicado a calçada da Fama em 1994.

- No dia 29 de Outubro de 1994, estreia na sua grade de programação AAAHH!!! Real Monsters como o quinto Nicktoon. Em 16 de Dezembro, a Nickelodeon cancela Doug e abandona a sua produção, repassando uma nova exibição no Disney Channel.
- A série Ren e Stimpy é cancelada em 14 de Novembro de 1996 devido a uma polêmica iniciada em 1992. A Nickelodeon lança novos Nicktoons para acompanhar a cronologia de AAAHH!!! Real Monsters. O primeiro, KaBlam!, surgiu na grade no dia 1 de Outubro, o segundo, Hey Arnold!, apareceu em 7 de Outubro. Todos se tornaram a principal atração daquele ano. No dia 24 de Novembro, Rocko sai da programação temporariamente.
- No dia 19 de Abril de 1997 a Nickelodeon faz um novo plano de audiência, lançando o Kids' Choice Awards. A série Os Castores Pirados debuta após o término da premiação.
- Em 1 de Setembro de 1998, Thornberrys vai ao ar. No dia 4 de Outubro, CatDog é colocado na grande de programação. Em 7 de Dezembro, AAAHH!!! Real Monsters sai da programação.
- Em 1999, que estreou em mesmo mês de um dos Nicktoons são Bob Esponja Calça Quadrada, o Nicktoon que se tornou ícone do canal. Em 16 de Agosto, o desenho Rocket Power estreia na grade.
- No dia 15 de Janeiro de 2000 é cancelado KaBlam!. Vai ao ar Ginger e Doug retorna a programação.
- Em 2001, a Nickelodeon faz um plano de audiência lançando 2 Nicktoons no dia 30 de Março: Os Padrinhos Magicos e Invasor Zim. Em Novembro, Os Castores Pirados é cancelado devido a uma controvérsia acontecida em janeiro. CatDog também sai da grade.
- No ano de 2002, vão ao ar ChalkZone e Jimmy Neutron. Doug sai da programação.
- All Grown Up!, Uma Robô Adolescente e Danny Phantom estreiam em 2003.
- 2004 é o ano em que a Nickelodeon se prepara para novas mudanças. Em Julho foram cancelados Hey Arnold!, Rocket Power, Thornberrys e Rugrats. Rocko volta a programação brevemente, saindo em 2005.
- No ano de 2006 o bloco é cancelado, porém a Nickelodeon continua titulando os seus desenhos originais como Nicktoons. Desde que o canal fechou um acordo de desenvolvimento com a DreamWorks para desenvolver animações de seus filmes infantis em séries semanais, houve uma mudança gradual nos Nicktoons, ao utilizar animação por computador tridimensional, e não tradicionais ou tintas bidimensionais digitais e pinturas. ChalkZone, Invasor Zim, Jimmy Neutron e Ginger são cancelados.
- Em 2007, Danny Phantom, All Grown Up! e Uma Robô Adolescente são cancelados. Estreia a série O Segredo dos Animais, uma spin-off do filme de 2006, O Segredo dos Animais - O Filme.
- No ano de 2008, entra na grade Mighty B! e também vai ao ar o primeiro Nicktoon da DreamWorks: Os Pinguins de Madagascar.
- Estreiam em 2011: T.U.F.F. Puppy, Planeta Sheen (spin-off do desenho Jimmy Neutron), Winx Club, Kung Fu Panda: Legends of Awesomeness. Mighty B! e O Segredo dos Animais são cancelados.
- Em 29 de setembro de 2012 estreia Tartarugas Ninja, novo desenho computadorizado.
- Lançados em 2013:Sanjay & Craig, Rabidds: A Invasão e Monstros VS Alienígenas, uma spin-off do filme de mesmo nome. Planeta Sheen sai da programação.
- Estreia Breadwinners em 17 de fevereiro de 2014.
- Estreia Harvey Beaks em 29 de março de 2015.
- Em 2016, The Loud House estreia.

## Estação de Gravação
A maioria dos Nicktoons foram gravados na Nickelodeon Animation Studios, principalmente os da DranWoard. Outros foram gravados por afiliadas locais como Games Animation ou em estações fechadas como os edifícios da Viacom. Alguns são gravados pela própria empresa de seu criador.

## Nicktoons Brasil
Os Nicktoons surgiram pela primeira vez no Brasil no ano de 1996. Foi ao ar no dia 24 de Dezembro o primeiro Nicktoon: A Vida Moderna de Rocko, alcançando os mais altos índices de audiência naquele ano, tendo após alguns meses sua liderança substituída pelo desenho Hey Arnold!.